# 刻音色
『刻音色』（ときねいろ）は、2003年5月9日にミンクより発売されたアダルトゲーム。2004年にアニメ化されている。
従来のミンク作品ではシステム上に仕掛けを施すのに対し、本作ではオーソドックスなアドベンチャーゲームとしてのシステムを採用する代わりにシナリオ上に仕掛けが施された。

## ストーリー
主人公は、雪の中を倒れていたところを保護された。自分についての記憶を失っていたが、運ばれた先の洋館の者たちは、彼がこの洋館の主であると告げる。
主人公は、その洋館について調べていたが、その洋館には時間の概念が存在せず、「あなたは時の存在しないこの洋館に、"時"を持ち込んだ」とも言われてしまい、戸惑いは深まるばかりだった。
そうした中、住人が次々に姿を消していった。

## 登場キャラクター
※声の表記はPC版 / アニメ版の順。
詩条刹弥（しじょう せつや）・慈夜（じや）・イツヤ
声 - 芳幸末 / 青島刃
主人公。詩条家の若き当主。雪の中で倒れていた時、"鍵"を握っていた。
藤乃カスミ（ふじの かすみ）
声 - 春野桜雪 / 春野かえる
詩条家のメイドの一人。刹弥とは幼馴染で、親しく接してくる。豪雪により服用していた薬が切れてしまい、衰弱の一途をたどる。
夢叶さやか（ゆめかのう さやか）
声 - 生稲誓子 / 凛子
詩条家のメイドの一人。自身を「人形」と称するほど冷静な性格をしており、メイドの割には凛としている。目的を持ってメイドをしている。
詩条葵（しじょう あおい）
声 - 北御門藤 / 姫川阿子
刹弥の母の妹で、いつも車いすに乗っている。
詩条家のメイド
綾瀬梨花（あやせ りか）
声 - 木村あやか / 宮本千鶴
小さい時から詩条家のメイドをしている少女。自身の幼児体型にコンプレックスを持っている。刹弥に対しては恋人として接する。
琴岬美季（ことざき みき）
声 - 秋月まい
詩条家のメイドで、葵の世話役。館で起きた神隠しにより両親が行方不明になっている。刹弥に対しては警戒心を見せる。
鮒場小路（ふなば こうじ）
声 - 芦田明
葵の担当医で、洋館に出入りしてる。紳士的だがうさんくさいところがある。
姫垣陽子（ひめがき ようこ）
声 - 三園あすか
鮒場の助手。刹弥の理解者として振る舞う。

## スタッフ
- 原画家：Hide18
- 音楽：山本秀樹
- オープニングテーマ「刻音色 〜TOKINEIRO〜」
  - 作詞：A.Masato / 作曲・編曲：不知火ぴゅ〜太郎 / 歌：みとせのりこ

## アダルトアニメ
2004年にディスカバリーより発売されたアダルトアニメ。全2巻で、1話約30分。一部CGアニメーションも挿入される。
- 『刻音色 〜一の刻〜』 2004年7月30日発売 DISE-0067
- 『刻音色 〜二の刻〜』 2004年10月29日発売 DISE-0069

スタッフ
- 製作：ディスカバリー
- エグゼクティブプロデューサー：田中辰弥
- 原作：ミンク
- 監督・脚本：MOGLES
- 音楽：山本秀樹
- 絵コンテ：村田蔵六、MOGLES
- 演出：馬場垂太、織田勘三郎
- キャラクターデザイン：いしけん
- 作画監督：服部憲知、山田太郎、内田信也
- 美術監督：田原優子
- 美術設定：益田賢治
- 色彩設計：YAMAMOKO
- 撮影監督：米噴水
- 録音演出：枯薄
- 編集：関一彦
- 色指定・仕上げ検査：はっちりん、宮川はれみ
- デジタル仕上げ：E-CHO動画、スタジオ エル、京江動画
- アニメーションプロデューサー：萬波賢
- 制作担当：町田由紀
- 制作進行：セバスチャン
- アニメーション制作：AT-2 Project
- ビデオ編集：佐藤道明
- CG監修：山神柚子
- プロダクションマネージャー：伊藤将志

### 書籍
- 『minky 10周年記念号』メディアックス、2003年5月。 - 『Danger Angel〜異常進化〜マテリアルガイド (メディアックスムック 226)』付録。
  - 「ネオ・ミンク・スタイル」、13頁。